# Bergenhuizen
Bergenhuizen (en limbourgeois Bergenhoëze) est un hameau située dans la commune néerlandaise d'Eijsden-Margraten, dans la province du Limbourg.